# 烏比克山
烏比克山（英語：Mount Ubique），是南極洲的山峰，位於沙克爾頓海岸，處於赫米蒂奇峰以南7公里，屬於測量員山脈的一部分，海拔高度935米，由新西蘭探險隊命名，現時由南極條約體系管理。